# Lista de castros
Lista de castros ou de citânias é uma relação de povoados antigos, construidos nas bacias dos principais rios e também nas montanhas do noroeste da Península Ibérica na Europa, nas idades do cobre, bronze e, ferro.
Os fortificados são denominados "castros" (ou "citânias" quando possuem grandes dimensões) que atualmente são ruínas e sítios arqueológicos de um povoado com edificações na maioria em estrutura circular, feita de pedra e telhados no formado conico e, revestidos de bambu. Também presentes na Bretanha (França), Ilhas Britânicas (Grã-Bretanha), região da Gália e, outras regiões da Europa Central.

## Asturies
- Castro da Carissa (43° 27′ 17″ N, 5° 11′ 28″ O) - província romana da Galécia (atual comunidade espanhola da Asturies)

## Galiza
- Castro de Baronha (42° 41′ 41″ N, 9° 01′ 54″ O) - Província da Corunha, na comunidade espanhola da Galiza
- Castro de Fazouro (43° 36′ 14″ N, 7° 17′ 56″ O) - Província de Lugo, Galiza
- Castro Mao (42° 09′ 41″ N, 7° 58′ 38″ O) - Celanova, Província de Ourense, Galiza

## Dorset
- Castro Maiden (50° 41′ 44″ N, 2° 28′ 29″ O) - condado inglês de Dorset

## Lheom
- Castro de Cacabelos (42° 36′ 00″ N, 6° 43′ 20″ O) - município espanhol de León